# Hypoxis oblonga
Hypoxis oblonga är en enhjärtbladig växtart som beskrevs av Gert Cornelius Nel. Hypoxis oblonga ingår i släktet Hypoxis och familjen Hypoxidaceae. Inga underarter finns listade i Catalogue of Life.